# Agii Vavatsinias
Agii Vavatsinias (griechisch Αγίοι Βαβατσινιάς) ist eine Landgemeinde im Bezirk Larnaka der Republik Zypern. Zum Zeitpunkt der Volkszählung im Jahr 2021 hatte sie 97 Einwohner.

## Lage

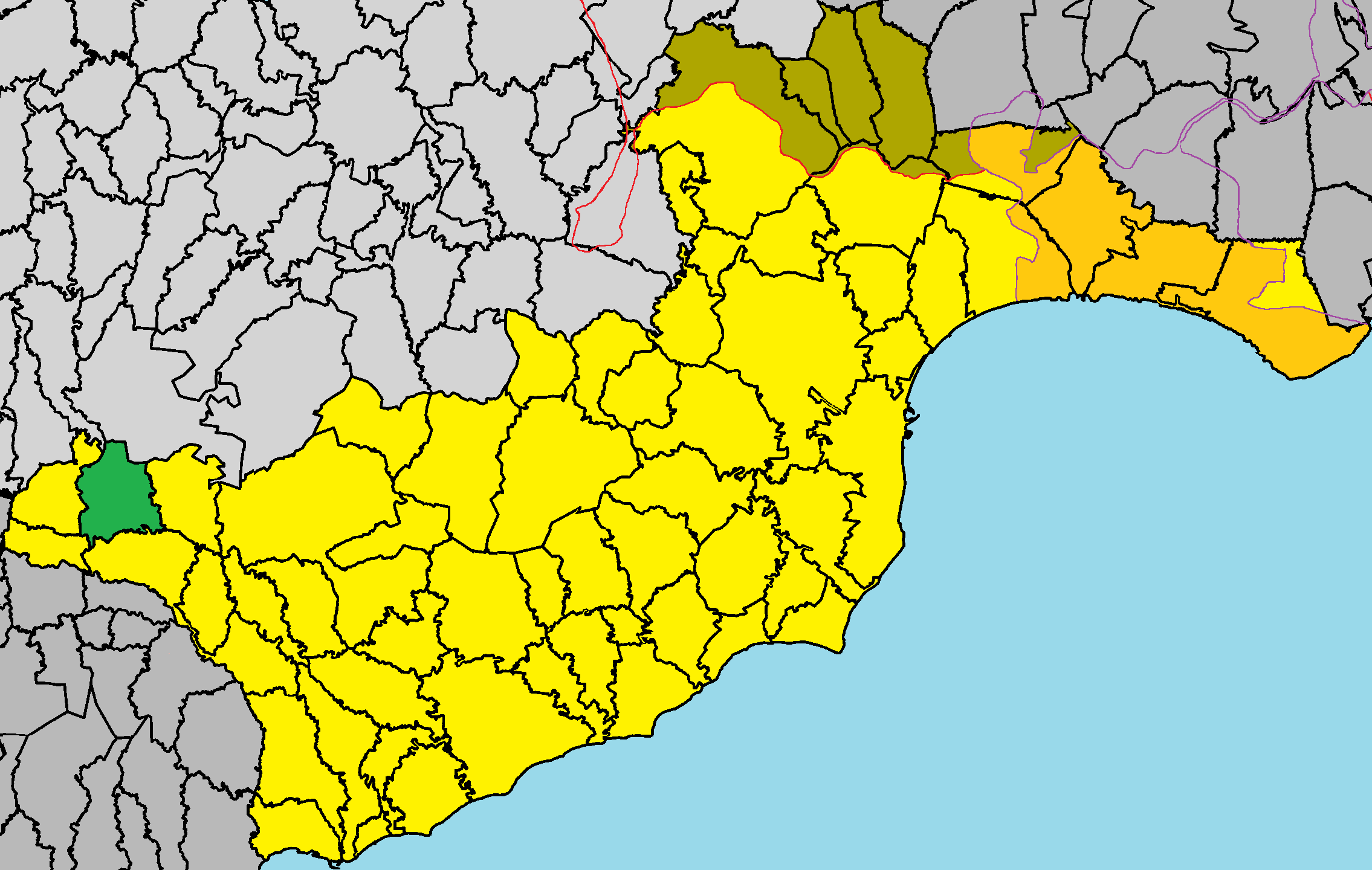
Lage im Bezirk Larnaka

Die Gemeinde besteht aus dem gleichnamigen Ort Agii Vavatsinias und liegt in der Mitte der Insel Zypern auf 714 Metern Höhe im östlichen Troodos-Gebirge.
Das Dorf befindet sich etwa 35 km südwestlich der Hauptstadt Nikosia, 40 km westlich von Larnaka und 26 km nordöstlich von Limassol. Es ist über kurvenreiche Straßen von Osten, Süden und Westen zu erreichen. In der Umgebung werden Weinreben, Oliven, Johannisbrotbäume, Mandelbäume, Zitrusfrüchte, Feigenbäume, Granatäpfel sowie Obst- und Gemüsesorten angebaut.
Nördlich beginnt der Bezirk Nikosia und im Westen und Süden der Bezirk Limassol. Orte in der Umgebung sind Vavatsinia im Osten, Ora im Süden sowie Melini und Odou im Westen.

## Bevölkerungsentwicklung
Die Bevölkerung der Gemeinde schwankte im Laufe der Zeit. Die Einwohnerzahl stieg bis ins Jahr 1960 auf 397 an. Durch Verstädterung und Abwanderung der Einwohner begann die Einwohnerzahl in den Folgejahren zu sinken. Dieser Trend hält seitdem bis auf eine Unterbrechung in den 1980er Jahren an.
| Jahr               | 1881 | 1911 | 1931 | 1960 | 1976 | 1982 | 2001 | 2011 | 2021 |
| Einwohner          | 260  | 325  | 339  | 397  | 203  | 244  | 177  | 131  | 97   |
| Quelle: 1881–2001: |      |      |      |      |      |      |      |      |      |